# Claude Bailliot
Claude Bailliot (12 août 1771, Saint-Germain-en-Laye - 15 décembre 1836, Paris), est un agent de change et homme politique français.

## Biographie
Fils de Claude Bailliot (1740-1821), officier de bouche du roi, et de Magdeleine-Sophie Renard de Saint-André, il devient agent de change à Paris.
Conseiller général de Seine-et-Marne, il est élu à la Chambre des députés par le 3e arrondissement électoral de ce département (Melun), le 21 avril 1828. 
Bailliot, élu comme candidat libéral, s'assit au centre gauche, vota contre les ministères Villèle et Polignac, signa l'adresse des 221, et, fut réélu le 3 juillet 1830. Il adhéra, le 11 août, au gouvernement de Louis-Philippe, et vota, jusqu'en 1834, avec la majorité ministérielle, notamment dans le procès de La Tribune. 
Le 15 avril 1834, il devint pair de France, et termina à la Chambre haute sa carrière politique.
Il fait partie des Célébrités du Juste Milieu de Daumier.
Il épouse Anne-Victoire Foncier, fille du joaillier et négociant Edmé-Marie Foncier et belle-sœur du général-comte Jean-Marie Defrance, d'où : 
- Edmé Bailliot (1803-1834), chef d'escadron de l'état major de la garde nationale, tué d'une balle à bout portant lors des émeutes républicaines de Paris des 13 et 14 avril 1834[1] ;
- Victoire-Félicie Bailliot (1807-1885), comtesse Amédée de Béhague.

Il était propriétaire du château d'Armainvilliers, qu'il avait acquis en 1808, et du futur hôtel de Lestapis, situé au no 2 de la rue de la Tour-des-Dames.
Il est inhumé au cimetière du Père-Lachaise (38e division).

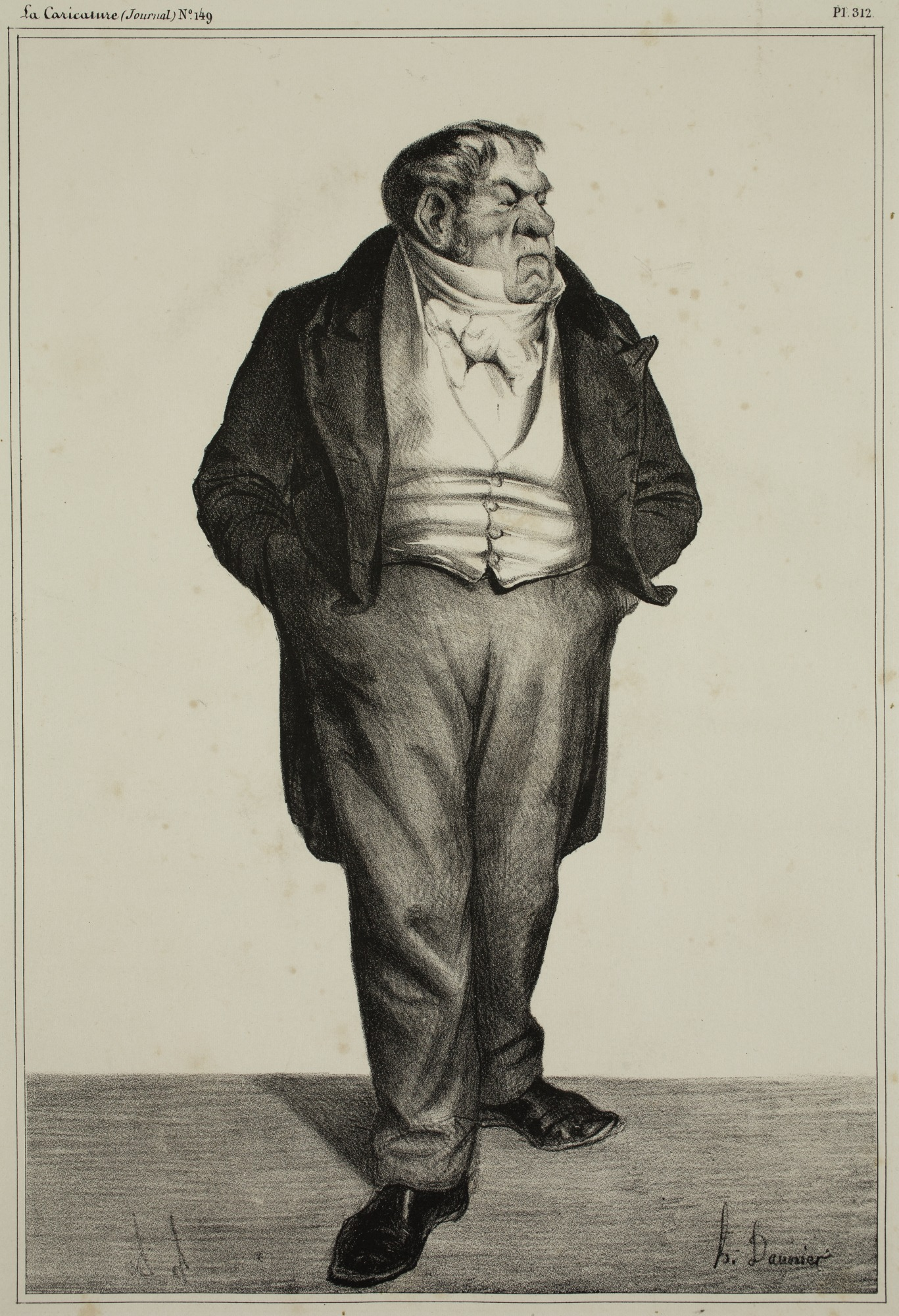
Claude Bailliot, caricature par Honoré Daumier.
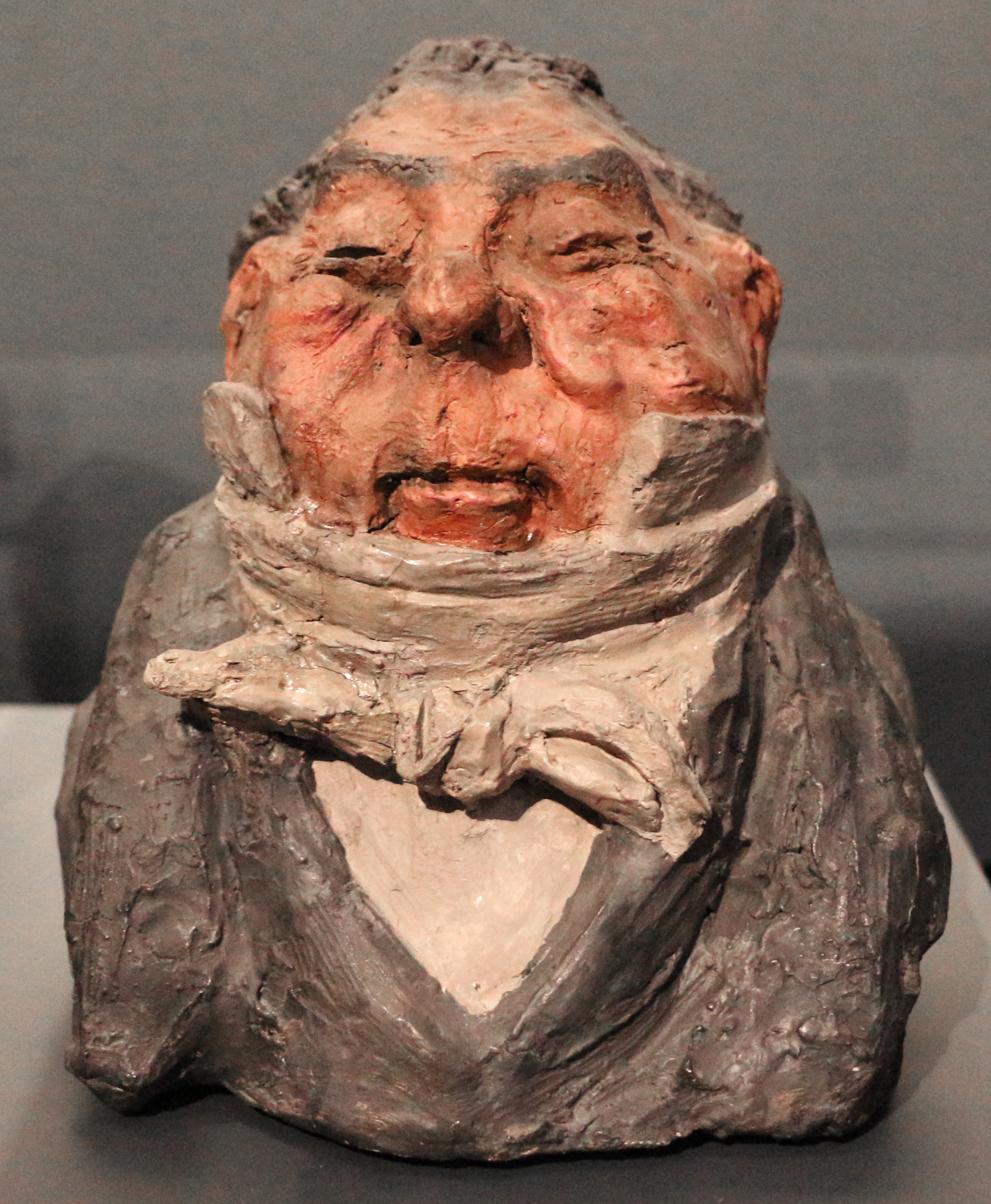
Buste de Claude Bailliot réalisé par Honoré Daumier dans sa série Célébrités du Juste Milieu.

## Sources
- « Claude Bailliot », dans Adolphe Robert et Gaston Cougny, Dictionnaire des parlementaires français, Edgar Bourloton, 1889-1891 [détail de l’édition]